# Зумурруд-хатун (дочь Джавли)
Сафват Аль-Мульк Зумурруд-хатун (араб. زمرد خاتون‎; род. между 1074 и 1080 — ум. 1161) — жена Бури бен Тугтегин (1113), а позднее Имадеддина Занги (1138). Мать правителей Дамаска — сыновей Бури Исмаила и Махмуда . Оба её сына были убиты, Исмаил — по её приказу.

## Биография

### Происхождение и семья
Отцом Зумурруд был Джавли бен Увак, брат Атсыза, матерью — Сафват аль-Мулюк. Брак Джавли с Сафват аль-Мулюк был заключен, по-видимому, не ранее 1074 года. Джавли вместе с братом был казнен Тутушем в 1079 году, после чего Тутуш взял Сафват аль-Мулюк в жены. Когда в 1077 году Атсыз отправлялся в египетскую кампанию, он оставил Джавли управлять Дамаском, поэтому А. Маалуф называл Зумурруд дочерью бывшего правителя Дамаска. Согласно Ибн аль-Каланиси, Имадеддину аль-Исфахани и Аз-Захаби, её лакаб был, как и у матери, Сафват аль-Мулюк
От Тутуша мать Зумурруд родила сына Дукака, после чего Тутуш с ней развелся и выдал замуж за эмира Тугтегина, назначенного Дукаку атабеком. Тугтегин уже имел жену Шараф-хатун, которая родила ему 4 детей, среди которых старшим был Бури бен Тугтегин. Согласно аль-Азими, он родился 27 декабря 1085 года. Зумурруд стала женой Бури не позднее 1112 года, поскольку их старший сын, Исмаил, пришел к власти после смерти отца в 1132 году, тогда ему было 19 лет. Кроме Исмаила Зумурруд родила от Бури Махмуда.

### Правление Исмаила
После смерти Тутуша в 1095 году в Дамаске правил брат Зумурруд Дукак, затем ещё один сын Тутуша, Арташ, затем сын Дукака Тутуш. После смерти последнего правителем Дамаска стал муж матери Зумурруд Тугтегин, который умер в 1128 году и атабеком Дамаска стал муж Зумурруд Бури, которого в 1132 году сменил её старший сын Исмаил. Он был жадным и жестоким, повышал налоги и убивал. Среди казненных им был родной брат, сын Бури Севинч, которого молодой правитель велел уморить голодом в тюрьме. Как писал Ибн аль Каланиси, в 1135 году влиятельные жители Дамаска пришли к Зумурруд с жалобой на Исмаила. Среди прочего, его обвиняли, что он хотел передать Дамаск Занги. Она дождалась момента, когда её сын «оказался один, и приказала своим слугам убить его без жалости». Другую версию изложил Ибн аль-Адим. По его словам, у Зумурруд и хаджиба (камергера) Исмаила по имени Юсуф бен Фируз была связь. Исмаил узнал об этом и хотел убить любовника матери, а, возможно, Зумурруд и сама не избегла бы наказания. Юсуф сбежал из Дамаска. Поэтому она пошла на убийство своего сына. Она присутствовала при убийстве, когда её сын молил о пощаде. Вместо Исмаила Зумурруд посадила на трон своего второго сына, Махмуда.

### Правление Махмуда
По словам Ибн аль-Каланиси, Махмуд «занял трон брата в присутствии своей матери, а эмиры, главные воинские командиры и знатные горожане пред стали перед ним и поздравили его с эмиратом. Они принесли ему и его матери клятву верности, преданности своей службе, обещали поддерживать их сторонников и бороться с их врагами». Зумурруд вызвала Юсуфа бен Фируз в Дамаск и назначила его атабеком Махмуда. В 1136 году она назначила Юсуфа управлять Хомсом, а атабеком сына сделала Гюмюштекина, а затем Базваджа. Когда Зумурруд хотела назначить Юсуфа командующим армией, Базвадж и ряд других эмиров обратились ней, прося не делать этого. Это подтверждает тот факт, что реальным правителем в то время был не Махмуд, а Зумурруд.
В 1138/39 году Зумурруд заключила союз с Занги. Они вступили в брак, город Хомс был её приданым. На торжественной церемонии в Хомсе среди присутствовавших были представители многих восточных правителей, в том числе султана и аббасидского халифа. Занги рассчитывал на помощь Зумурруд в овладении Дамаском и надеялся, что она уговорит своего сына Махмуда отдать город без боя. Но этого не произошло, и Занги расстался с Зумурруд. Следующее упоминание о ней в хронике Ибн аль-Каланиси относится к июлю 1139 года, когда её второй сын Махмуд был заколот своими рабами в постели. Она написала Занги с просьбой прибыть в Дамаск и наказать убийц её сына.

### Последние годы
Согласно Ибн Касиру, она уехала к Занги в Алеппо, после его смерти вернулась в Дамаск. Аз-Захаби писал, что после смерти Занги она совершила хадж, а потом в бедности жила недалеко от Медины, умерла в 1161 году и была похоронена на аль-Баки.
В 1131 году Зумурруд построила в Дамаске медресе, носящее её имя.

## Семья
- Бури бен Тугтегин

- Исмаил
- Махмуд
- С. Рансимен и Дж. Альптекин полагали, что сыном Зумурруд был Севинч.

- Имад ад-Дин Занги

## Комментарии
1. ↑  Р. Ст. Хамфри предположил, что отцом Зумурруд был «3наменитый Джавали Сакава»[5].
2. ↑  К. Пангонис утверждала, что Зумурруд «должна была родиться не позднее 1100 года. Более вероятно, что она родилась между 1095 и 1100 годами»[6].
3. ↑  Р. Ст. Хамфри утверждал, что Бури бен Тугтекин родился в новом браке Тугтегина после смерти матери 3умурруд в 1119 году[5].